# Louis-François-Joseph de Bourbon-Conti
 (décembre 2024).
Si vous disposez d'ouvrages ou d'articles de référence ou si vous connaissez des sites web de qualité traitant du thème abordé ici, merci de compléter l'article en donnant les références utiles à sa vérifiabilité et en les liant à la section « Notes et références ».
Pour les articles homonymes, voir Louis-François-Joseph de Bourbon.
Titre
Prince de Conti
2 août 1776 – 13 mars 1814
(37 ans, 7 mois et 11 jours)
Signature
Louis-François-Joseph de Bourbon-Conti, né à l'hôtel de Conti le 1er septembre 1734 et mort à Barcelone le 13 mars 1814, est un prince du sang français. Il sera comte de la Marche puis devint le septième prince de Conti à la mort de son père en 1776. Prenant part à l'assemblée des notables il prendra le chemin de l'exil lors de la Grande Peur et s'établira en Espagne. Il sera le dernier prince de Conti.

## Biographie

### Enfance
Louis-François-Joseph de Bourbon-Conti est né à l'hôtel de Conti le 1er septembre 1734. Fils de Louis-François de Bourbon-Conti, prince de Conti, et de Louise-Diane d'Orléans, fille du Régent, il manque de mourir à la naissance et restera toute sa vie de santé fragile. Sa mère meurt deux ans plus tard en mettant au monde un enfant qui ne vivra pas. Le prince est baptisé le 29 novembre 1742 dans la chapelle royale de Versailles. Il a pour parrain Louis XV et pour marraine Marie Leszczynska.
Après la mort de sa mère, son père effondré se retira au château de L'Isle-Adam où il se consacra pleinement à sa passion pour la chasse. Louis-François-Joseph reçut le titre de comte de la Marche à la naissance puis fut fait chevalier des ordres du roi le 17 mai 1750. Lors de la guerre de Sept Ans il participa comme maréchal de camp à la bataille d'Hastenbeck en juillet 1757 puis celle de Krefeld en juin 1758.

### Mariage
Rappelé en France par son père, il épousera par procuration Marie-Fortunée d'Este le 7 février 1759 puis en personne le 27 février suivant à Nangis-en-Brie. La future épouse est une princesse de Modène, elle est fille de François III de Modène et de son épouse Charlotte-Aglaé d'Orléans, sœur de la mère du prince. À cette occasion il reçoit du roi une dot de cent-cinquante mille livres. Cependant, les deux époux ne s'entendront pas du tout car il prétend imposer à son épouse un fils naturel.
Le prince eut ce fils en 1761 de Marie-Anne Véronèse, dite Mademoiselle Caroline, une artiste du Théâtre-Italien qui sera par la suite titrée marquise de Silly. En 1767, le comte eut un second enfant naturel avec cette dernière, portant un coup fatal à son ménage : les époux se séparent à l'amiable à la fin de l'année 1775, puis cette séparation est définitive le 12 juin 1777. De sa liaison avec la marquise de Silly en sortira un dernier enfant naturel, Guillaume-Pierre-Antoine Gatayes (1774-1803).
Il aura également une liaison avec Madame de Brimont, pour laquelle il achètera le château de Cassan, une ancienne abbaye, situé près de la ville de Pézenas.

### Ancien Régime
Après le coup de force du chancelier Maupeou en 1771, le comte de la Marche se refuse à s'associer aux protestations des princes du sang contre la suppression du parlement et reste fidèle au roi. Cette attitude lui vaut une brouille durable avec son père. Ils se réconcilieront peu avant la mort de ce dernier au cours de l'année 1776. Le nouveau prince de Conti se retrouve à la tête d'une fortune très compromise par les dilapidations de son père, et doit se résoudre à vendre de nombreux biens.
Les célèbres collections du palais du Temple sont notamment dispersées en 1777. Les dépenses considérables qu'il engage lui-même en son château de L'Isle-Adam, dont il ambitionne de faire le plus beau domaine cynégétique de France, vont alors le contraindre en définitive, en octobre 1783, à vendre le reste de ses biens au frère du roi, le comte de Provence. Ce dernier agissait comme prête-nom de Louis XVI, tout les biens du prince sont ainsi vendus pour onze millions de livres.

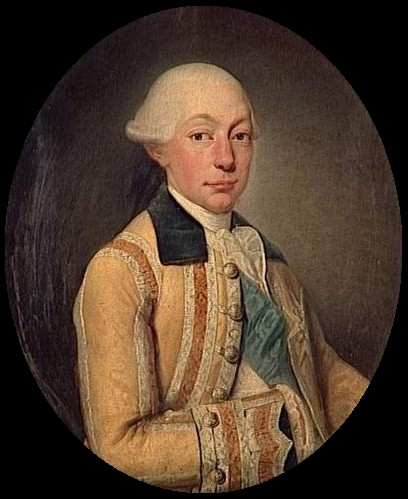
Portrait de Louis-François-Joseph de Bourbon, comte de la Marche par Louis Petit, 1774.

Le prince se réserve en revanche la jouissance des châteaux de Stors et Trie, qu'il possédait également. Le prince de Conti est l'un des sept princes du sang qui vont prendre part à l'assemblée des notables convoquée à Versailles entre le 22 février et le 25 mai 1787. Il n'y jouera qu'un rôle relativement effacé, mais insistera assez sur le délabrement des finances du royaume. Il pressent, comme l'illustre ses interventions et beaucoup d'autres témoins, la gravité de la crise que va traverser la monarchie. Les prémisses de la Révolution française font surface.

### Révolution française
Peu avant le 14 juillet 1789, le prince de Conti, assez hostile au doublement du tiers, fait partie des personnes désignées comme ennemis de la patrie par les bandes révolutionnaires du Palais-Royal et il émigre dès le 18 juillet avec le comte d'Artois et le prince de Condé. Il rentre toutefois au pays dès le 2 avril 1790, et il se présente devant le roi et la reine avec une cocarde tricolore fixée à son chapeau, tandis que les habitants de L'Isle-Adam le nomment commandant de la garde nationale. Au mois de janvier 1792, il s'installe à Paris, rue de Grenelle, où il y séjournera jusqu'au 10 juillet.
Le 15 octobre, il prête le serment civique devant la municipalité de Villiers-sur-Marne et vit paisiblement à l'écart de Paris en sa terre de La Lande, sans se cacher et sans prendre part aux intrigues de la contre-révolution. Il est décrété d'arrestation par la Convention nationale le 6 avril 1793 et arrêté le lendemain pour être conduit à Marseille avec d'autres membres de la maison de Bourbon. Il arrive à destination le 24 avril et est incarcéré au fort Saint-Jean. Il est libéré le 25 juin 1794 après plusieurs pétitions adressées à la même Convention. Le 29 avril 1795, sur proposition du Comité des finances, la Convention lui accordera même une somme de douze mille livres pour subvenir à ses besoins. En août 1795, le prince de Conti retrouve sa propriété de La Lande.

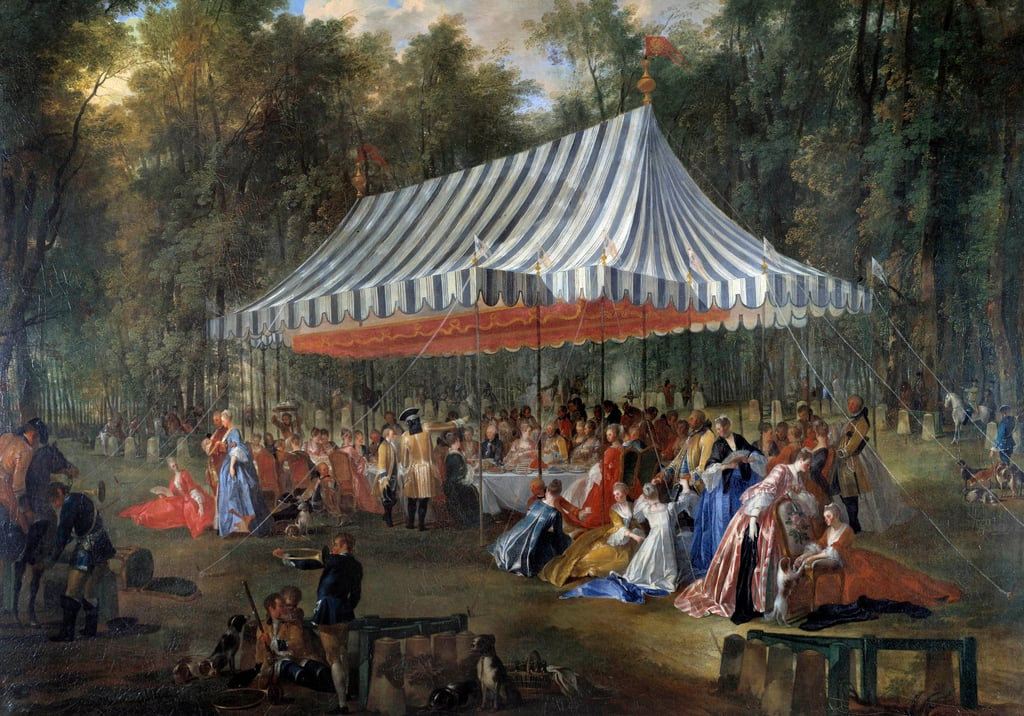
Fête donnée par le prince de Conti au prince héréditaire Charles-Guillaume-Ferdinand de Brunswick-Lunebourg par Michel Barthélemy Ollivier, 1777.

Il adresse au Conseil des Cinq-Cents une pétition pour obtenir la levée du séquestre de ses biens. Mais après le 18 fructidor (4 septembre 1797) et le vote de la loi de déportation qui frappe bien des membres de la maison de Bourbon, il est alors conduit sous une escorte armée jusqu'à la frontière espagnole, non sans avoir obtenu du Directoire une provision annuelle de cinquante mille francs sur le produit de ses biens, grâce à une réclamation du citoyen Desgraviers, institué son légataire universel. Réfugié à Barcelone, il y reçoit en 1804 une provision de cent mille francs.

### Décès
C'est là qu'il meurt le 13 mars 1814, peu avant la Restauration. Le prince sera inhumé dans l'église Saint-Michel. Trente ans plus tard, Louis-Philippe Ier, ayant appris que cette même église devrait être démolie, ordonne donc au consul de France, Ferdinand de Lesseps, de faire procéder à une exhumation du corps qui, embarqué à bord du Lavoisier, est transporté à Dreux puis réinhumé le 2 avril 1844 dans le caveau inférieur sous la crypte principale de la chapelle royale. 

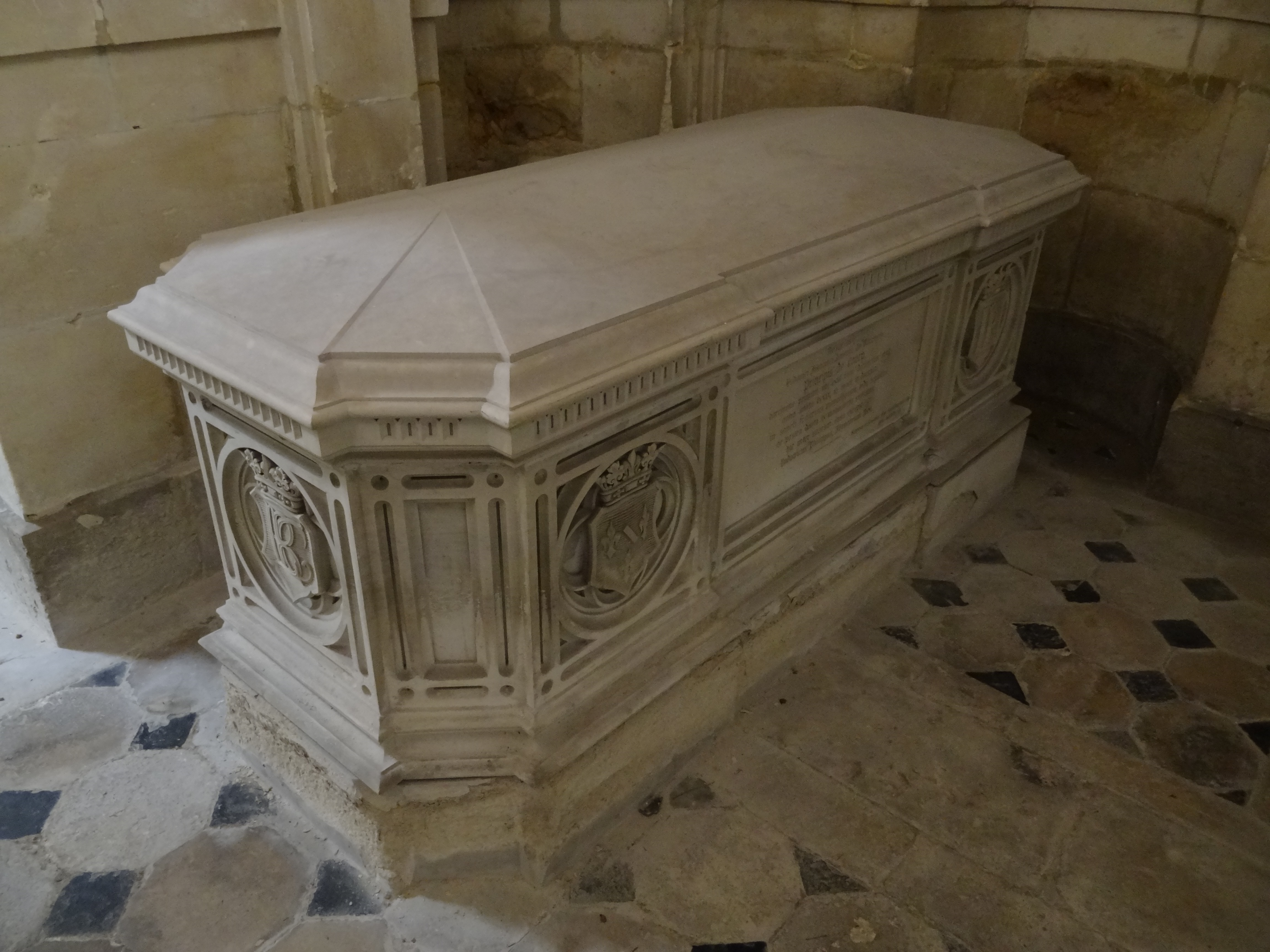
Le tombeau de Louis-François-Joseph de Bourbon, prince de Conti, dans la crypte de la chapelle royale de Dreux.

Les papiers personnels de Louis-François-Joseph de Bourbon-Conti sont aujourd'hui conservés aux Archives nationales sous la cote 72AP. Mort sans héritier légitime, la lignée des prince de Conti s'éteignit avec lui.

## Titulature et décorations

### Titulature
- 1er septembre 1734 - 2 août 1776 : Son Altesse Sérénissime Louis-François-Joseph de Bourbon, comte de la Marche, prince du sang de France ;
- 2 août 1776 - 13 mars 1814 : Son Altesse Sérénissime Louis-François-Joseph de Bourbon, prince de Conti, prince du sang de France.

### Décorations dynastiques françaises
| Ordre du Saint-Esprit | Chevalier des ordres du Roi (17 mai 1750) |
|                       | Chevalier de l‘ordre de la Toison d'or    |